# 直到那时
《直到那时》（菲律賓語：Hanggang sa Muli，贝贝因：ᜑᜅ᜔ᜄᜅ᜔ᜐᜋᜓᜎᜒ） 是一款发布于2024年的冒险游戏，由Polychroma Games开发，Maximum Entertainment 发行。以菲律宾的虚构首都利亚姆森（Liamson）为背景，游戏讲述了马克·博尔哈（Mark Borja）和他在被称为“裁决”（The Ruling）的全球灾难发生几个月后的似曾相识的经历，这场灾难在全国范围内造成了广泛的破坏和人员伤亡。该游戏以2.5D横版卷轴的视觉小说形式呈现，在三维环境中呈现像素画术。
开发者在开发过程中专注于菲律宾文化的呈现，同时在游戏的视觉小说形式中打造具有普遍性和电影感的体验。
该游戏于2020年开始开发，由总监米科尔·克莱恩·努鲁德（Mickole Klein Nulud）领导的团队负责。开发人员在开发过程中注重呈现菲律宾的文化，同时也为游戏打造了一种普遍的电影体验。它于2024年6月25日发布于Linux、PlayStation 5和Windows平台。该游戏一经发布就获得了积极的评价，尤其是在互动性、叙事性和展现菲律宾文化这些方面。

## 游戏玩法

马克·博尔哈（Mark Borja）（右），在游戏中。游戏设有一个消息界面，用于在故事情节中联系其他角色。

《直到那时》是一款像素风横向卷轴冒险游戏，在 3D 空间中呈现 2D 精灵。 它也被描述为一部视觉小说，但与该类型的传统游戏相比具有更多的互动元素。 玩家扮演的是一位名叫马克·博尔哈 (Mark Borja)的一名高中生，由于父母在海外工作，他独自住在家里。 玩家可以在当前环境中左右移动并与特定物体互动以推进游戏故事。 在游戏故事的特定时刻，玩家可以与智能手机互动，其中包括一个消息应用程序和一个游戏世界中的 Facebook 版本，玩家可以选择喜欢（Like）和分享故事中其他角色发布的帖子。 发送信息时，玩家可以通过按下任意按键来慢慢地输入马克要发送的信息，这些信息可以是预先确定的，也可以是玩家选择的。
游戏还包含几个小游戏，例如通过计时串的位置和力度来串鱼丸；按下到达屏幕顶部的正确按键来在卡拉OK机上唱歌； 通过单击并拖动屏幕上的特定图案进行绘画。

## 剧情梗概

### 第一幕
2014年2月，一系列被称为“裁决”（The Ruling）的自然灾害在全球造成大规模破坏，菲律宾部分地区也受到影响。不过，菲律宾首都利亚姆森（Liamson）市基本未受影响。
马克·博尔哈（Mark Borja）是利亚姆森学校的一名高中生，他的父母都在国外工作，他独自生活。他和同学露易丝经历了一阵阵似曾相识的感觉，这导致他们的记忆变得不可靠。他遇到了两位新转校的学生，凯特（Kate）和妮可（Nicole），他对后者有一种奇怪的熟悉感。马克和路易丝（Louise）以及她最好的朋友索菲亚（Sofia）一起在医院里，他出现了幻觉，看到医院大厅变得黑暗而扭曲。后来，他与朋友凯茜（Cathy）和里德尔（Ridel）一起去游乐场，他仍然对之前发生的事情感到不安，直到遇见妮可（Nicole）后才平静下来。她向马克承认，她的家人都是“裁决”的受害者，他们为了更好的生活搬到了首都。
马克决定加入学校的钢琴社，并报名参加他们即将举行的试镜。练习时，马克弹奏了一首不知名的曲子，后来得知这是妮可为她多年前失踪的好友杰克（Jake）创作的。她同意担任马克的钢琴老师，他们开始为试镜练习。妮可的母亲感谢马克鼓励妮可再次弹钢琴，自从杰克失踪后，妮可就不再弹钢琴了。与此同时，路易丝进行调查并推测，他们的既视感、神秘失踪的学生以及裁决是来自平行宇宙的碰撞与互动。妮可退出了试镜，而马克在陪她去她被摧毁的家乡时，因她无法放下过去而对她发火。意识到这一点后，他接受了母亲在裁决开始前失踪的事实，并在之后向凯茜和妮可透露了这一事实。
凯茜的父母强行将她从舞会带回家后，她失踪了。马克追赶她，但她在试图接近他时被卡车撞倒了。多年后，马克听到凯西留下的录音，她透露了自己遭受家庭虐待的情况，并与她录制的赛车游戏对战。然后游戏进入虚假结局。随后，一只蝴蝶落在马克的手上，时间重置为游戏开始时他通勤的起点。

### 第二幕
从第一次玩开始，游戏就以类似但又独特的方式继续进行。值得注意的是，索菲亚神秘失踪；妮可的父母在游乐场之前告诉马克他们过去作为裁决（The Ruling）的受害者的经历；马克早些时候向凯茜和里德尔透露了关于他母亲的真相。在一家咖啡馆，马克发现路易斯正在进行双缝实验，并得出了异常的结果。这些异常现象发生在“热点地区”，即受到该裁决或其受害者严重影响的地区。在一次试镜练习后，凯特警告马克不要相信妮可，因为她是一个无法放下过去的人。
凯茜拜访了马克，她向马克坦白了自己的家庭情况，并与马克和里德尔一起度过了圣诞夜。马克和妮可参加试镜后，她透露了她与杰克的童年时光，而杰克是凯特的兄弟。在另一个热点，双缝实验的模式突然急剧波动，导致马克、妮可和路易斯短暂消失，并经历他们自己的交替一生。此后，他们监测双缝实验，以便对未来的波动做好准备。
在舞会当天，马克再次追赶失踪的凯茜，尽管路易丝和妮可警告她，波动变得越来越剧烈，他还是目睹凯茜从父母那里跑开。他找到了凯茜，但她和露易丝不久后就突然消失了。马克不相信这一切，他回到咖啡馆，等待双缝实验的异常图案再次出现。当蝴蝶再次落在他的手臂上时，游戏再次重新开始。

### 第三幕
经过一系列重置后，马克和妮可都保留了记忆。路易丝认为，他们之间的互动是造成波动的根源。又一次重置之后，两人试图避开对方，但在医院的一次偶然相遇却让他们陷入了扭曲的现实。注意到每当他们目光接触一个热点时，该热点就会消失，他们会前往不同的热点并重复这个循环。
在每个循环中，马克和妮可体验彼此童年的片段，而利亚姆森则陷入更深的混乱。在一个循环中，当妮可在被毁坏的家乡遇到凯特时，她们未能保持目光接触。多次重置后，马克在疏散中心醒来，却找不到妮可。他周围的世界慢慢消失了，他和妮可都陷入了黑暗的虚空之中。
他们目睹了彼此生活中发生的一切，直到杰克和马克的母亲失踪。现在，在一个超凡脱俗的空间里，杰克和马克的母亲的灵魂以两只蝴蝶的形式向他们致意，表明每一次生命都是在他们消失后给他们更好的生活的尝试，但在每一次生命中，他们仍然没有停止寻找他们。随着杰克和马克的母亲的灵魂离世，马克和妮可再次见面，他们都学会了放手和说再见。
裁决被撤销，他们各自过着正常的生活，彼此都不再有记忆。游戏以马克和妮可与各自的约会对象抵达塔达纳咖啡馆（Tadhana Café） 的镜头结束，两只蝴蝶透过窗户观察着这一切，然后飞向天空。片尾彩蛋场景发生，马克到墓地拜访母亲的坟墓，他和父亲接受了母亲去世的事实。

## 开发
Polychroma Games 是一家位于菲律宾的独立游戏工作室， 由游戏总监米科尔·克莱恩·努鲁德（Mickole Klein Nulud）领导， 该工作室于 2020 年新冠疫情期间使用 Godot Engine 开始积极开发这款游戏。 开发团队由 10 名核心人员组成，另外还有其他人员做出贡献。 该游戏的演示版本于 2024 年 2 月作为 Steam Next Fest 的一部分发布。 该游戏原定于 2024 年 5 月 23 日发布，但在发布前被推迟了数周。 在宣布定于 6 月 23 日发布另一个版本后，它又被推迟了两天， 最终于 2024 年 6 月 25 日发布，适用于 Linux、PlayStation 5 和 Windows。
《直到那时》的故事背景设定在 2014 年的菲律宾马尼拉大都会。 由于疫情造成的旅行限制，游戏艺术家依靠谷歌地球和记忆来获取灵感来创作游戏的场景，并回归到通常的菲律宾建筑风格作为一般地点。 马尼拉被选为游戏背景，因为它最能代表开发者在菲律宾成长的经历。尽管背景如此，努鲁德（Nulud）还是希望背景具有普遍性，以便故事“深入人心”。因此，游戏多次提到菲律宾文化，同时确保“每个人都能欣赏主线故事本身”。 它还引用了卡蒂普南轻轨 2 号站、奎松纪念圆环，以及大量模仿菲律宾企业名称的内容。 马克和同学们就读的利亚姆森综合学校 (Liamson Integrated School) 以努鲁德毕业的黎刹国立科学高中 (Rizal National Science High School) 为基础。 努鲁德和高级环境艺术家皮娅·德玛纳瓦表示，选择这个高中背景是为了唤起玩家的怀旧之情。努鲁德和德玛纳瓦都将“交流”作为游戏的主要主题之一， 作家玛丽尔·图布尔 (Mariel Tuble) 将其描述为“接受变化、损失和时间的流逝。”努鲁德和图布尔将该游戏描述为一种“电影体验”，尽管带有互动元素。
这款游戏还从《奇异人生》中汲取了灵感， 《林中之夜》、《最后的夜晚》等游戏中汲取了灵感， 《四月是你的谎言》和新海诚的电影。随着开发的进展，团队找到了新的灵感，例如濱口龍介的电影。最初，角色精灵的设计像素密度与背景精灵相同。据德马纳瓦（Demanawa） 称，这一改动最终被改为“拥有更多可以摆姿势和展示表情的空间”。

## 反响
| 汇总媒体   | 得分        |
| ---------- | ----------- |
| Metacritic | (PC) 76/100 |

| 媒体        | 得分 |
| ----------- | ---- |
| Eurogamer   | 4/5  |
| Push Square | 8/10 |

根据评论聚合网站 Metacritic 的说法，《直到那时》获得了“普遍好评”。 在最终发布之前，评论者对该游戏的 Steam Next Fest 演示版给出了普遍好评。Rock Paper Shotgun 的凯瑟琳·卡斯特尔（Katharine Castle）称赞了这款游戏“将富有表现力的像素艺术和 3D 环境完美融合”。她还称赞了游戏的互动性， GamesRadar+ 的霍普·贝灵厄姆（Hope Bellingham）也表示“它的互动性非常出色”。 Hardcore Gamer 的托马斯·肯特 (Thomas Kent）称赞该游戏“具有引人入胜的叙事，探索了青少年生活的复杂性”。 卡斯尔和肯特也都对游戏的环境和声音设计称赞不已。
Rock Paper Shotgun 的艾德·索恩（Ed Thorn）重点介绍了游戏的故事和发展，并称赞了游戏的互动性。 Push Square 的约翰·卡尔·麦考密克（John Cal McCormick）称赞该游戏“真实描绘了青少年生活”和“节奏极佳的故事”，并给予该游戏 8 分（满分 10 分）。 Eurogamer 的
杰森·罗德里格斯（Jason Rodriguez）将该游戏描述为“一个成长故事，一个关于爱与失去、友谊与恐惧的故事”，并称赞其对菲律宾流行文化的引用。然而，罗德里格斯 也批评了游戏中的语言，因为游戏是用英语编写的，他称一些对话“使用了更多‘西方’术语，而不是当地方言”。 Slant 杂志（Slant Magazine）的米切尔·德莫雷斯特（Mitchell Demorest）也有同样的担忧，他写道“一些短语听起来太过字面化”，同时也对游戏的节奏提出了质疑。
IGN 的罗德里格斯（Rodriguez）和杰斯·雷耶斯（Jess Reyes）均认为《直到那时》是电子游戏中菲律宾形象的典型例子。 雷耶斯回忆说，《铁拳系列》系列的乔西·里扎尔就是一个流行但过时的例子， 罗德里格斯则指出，自《阿尼托：保卫愤怒的土地》 (Anito: Defend a Land Enraged) 以来，该游戏就具有“十足的菲律宾风格”。 GameSpot 的贝灵厄姆（Bellingham）、卡斯特尔（Castle）和乔治·杨（George Yang）将这款游戏与另一款冒险游戏《無垠之心》进行了比较，后者也以像素艺术风格呈现了一段情感故事。

## 備註
1. ↑  “Tadhana”（菲律賓語）翻译为中文为“命运”或“天命”。英文中则译为“Fate”或“Destiny”